# Río Timax
Der Río Timax oder Temash River ist ein Fluss in Guatemala und Belize. Der Fluss hat eine Länge von ca. 66 km, ein Einzugsgebiet von ca. 50 km² und mündet in der Bucht von Amatique in die Karibische See.

## Verlauf
Der Fluss entspringt im Umland von Timax im Municipio San Luis, Departamento Petén, von Guatemala, in den Südausläufern der Maya Mountains. Von dort verläuft der Fluss nach Osten und tritt über die Grenze zu Belize. Er passiert die Orte Otoxha und Crique Sarco und fließt durch die Xpicilha Indian Reservation. Zwischen den beiden Orten mündet von links der Freshwater Creek (4 km lang) und der Go to Hell Creek (11 km lang).
Das letzte Stück von Crique Sarco bis zur Mündung steht als Sarstoon-Temash-Nationalpark unter Naturschutz. Hier mündet von links der Sunday Wood Creek (6,5 km lang). Bald nach der Mündung des Sunday Wood Creek durchfließt der Strom die Temash Lagoon, eine zwei Kilometer lange und 150 m breite Lagune, die aus dem Flussbett des 9 km langen Conejo Creek und des 6,5 km langen Vieras Creek entsteht. Zuletzt mündet noch von links der Boyo Creek (7,5 km lang).
Der Strom mündet drei Kilometer südwestlich von Barranco in der Bucht von Amatique in die Karibische See.